# Тор DSV-2U
«Тор DSV-2U» (от англ. Thor DSV-2U) — американская ракета-носитель лёгкого класса, семейства Тор.